# مارك كلاتنبورغ
مارك كلاتنبورغ ((بالإنجليزية: Mark Clattenburg)؛ مواليد 13 مارس 1975) حكم كرة قدم إنجليزي غالباً ما يدير مباريات في الدوري الإنجليزي ومسابقات الفيفا. ادار نهائي دوري ابطال أوروبا عام 2016 بين ريال مدريد واتليتيكو مدريد والذي انتهى بفوز ريال مدريد بركلات الترجيح، كما ادار نهائي كأس امم أوروبا 2016 بين البرتغال وفرنسا والذي انتهى برتغاليا بهدف نظيف، عينه الاتحاد السعودي لكرة القدم رئيسا جديدا لدائرة التحكيم السعودية إضافة إلى تمكنه من قيادة بعض المباريات في الدوري السعودي كحكم محلي، وقد ادار نهائي كأس ولي العهد 2017 الذي كان بين ناديي الاتحاد والنصر والذي حسمه الأول بهدف نظيف في المباراة التي اقيمت في الرياض

## روابط خارجية
- مارك كلاتنبورغ على موقع Soccerway.com (الإنجليزية)
- مارك كلاتنبورغ على موقع أوليمبيديا (الإنجليزية)